# Réparation du cartilage articulaire
La réparation du cartilage articulaire tente de rétablir la surface du cartilage hyalin de l'articulation. Au cours des dernières décennies, les chirurgiens et les chercheurs ont tenté d’élaborer des interventions chirurgicales pour la réparation du cartilage. Bien que ces méthodes ne rétablissent pas parfaitement le cartilage articulaire, certaines des dernières technologies commencent à délivrer des résultats prometteurs quant à la réparation du cartilage à la suite de lésions traumatiques ou chondropathies. 
Ces traitements sont tout spécialement destinés aux patients souffrant de lésions sur le cartilage articulaire. Ils offrent un soulagement de la douleur tout en ralentissant la progression du dommage ou en retardant considérablement l’opération de remplacement de l’articulation (remplacement du genou). Qui plus est, les traitements de réparation du cartilage articulaire aident les patients à retourner à leur style de vie habituel : retrouver leur mobilité, retourner au travail, voire, se remettre au sport.

## Différentes procédures de réparation du cartilage articulaire
Bien que les différentes procédures de réparation du cartilage articulaire divergent quant aux technologies utilisées et aux techniques chirurgicales, elles partagent toutes le même objectif qui consiste à réparer le cartilage articulaire tout en laissant ouvertes les options pour des traitements alternatifs dans le futur. De manière générale, on distingue cinq types majeurs de réparation du cartilage articulaire : 

### Lavage arthroscopique / Débridement
Le lavage arthroscopique est une procédure de « nettoyage » de l’articulation du genou. Cette solution à court terme n’est pas considérée comme étant une réparation du cartilage articulaire mais plutôt comme un traitement palliatif visant à réduire la douleur, les restrictions mécaniques et les inflammations. Le lavage se concentre sur le retrait d’éléments dégénératifs et de tissus fibreux du cartilage articulaire. Le principal groupe cible se compose de patients présentant de très petits problèmes du cartilage articulaire. 

### Techniques de stimulation osseuse (chirurgie des microfractures et autres)
Les techniques de stimulation osseuse essaient de réparer les dommages du cartilage articulaire à travers une arthroscopie. Tout d’abord le cartilage endommagé est transpercé ou perforé de sorte à exposer l’os sous-jacent. Ce faisant, l’os subchondral est perforé de sorte à générer un caillot de sang à l’intérieur de la partie touchée. Des études ont toutefois démontré que les techniques de stimulation osseuse ont souvent insuffisamment rempli la cavité chondrale et que le matériau de réparation est souvent du fibrocartilage (qui sur le plan mécanique est inférieur au cartilage hyalin). Il faut au caillot de sang environ 8 semaines pour se transformer en tissu fibreux et il lui faut 4 mois pour devenir du fibrocartilage. Ceci a des implications pour la rééducation.  
De plus, un risque important existe de voir réapparaître les symptômes 2 ou 3 ans à peine après l’opération, étant donné que le fibrocartilage s’use, forçant ainsi le patient à subir de nouveau une réparation du cartilage articulaire. Ceci n’est toutefois pas toujours le cas et la chirurgie microfacture est dès lors considérée comme une étape intermédiaire.

### Autogreffes et allogreffes ostéochondrales
Cette technique/réparation nécessite des sections de transplantation de l’os et du cartilage. Tout d’abord la section endommagée de l’os et du cartilage est détachée de l’articulation. Ensuite une nouvelle clavette d’os sain avec son cartilage est prélevée par perforation sur la même articulation et réimplantée dans la cavité créée par le retrait de l’ancien os endommagé avec son cartilage. L’os sain et son cartilage sont prélevés d’une zone dont l’articulation est peu chargée afin d’éviter le ramollissement de l’articulation. En fonction de la gravité et de la taille de la lésion, différentes clavettes peuvent éventuellement être requises pour réparer l’articulation de manière adéquate, ce qui peut s’avérer difficile pour une autogreffe ostéochondrale. Dans le cas d’une allogreffe ostéochondrale, les clavettes sont prélevées sur des donneurs décédés. Ceci présente l’avantage que davantage de tissu ostéochondral est disponible et que des dommages de taille plus importante peuvent être réparés. Il existe toutefois des considérations éthiques et des inquiétudes quant à l’histocompatibilité. 

### Réparations à base de cellules
Cherchant à maximiser les chances d'obtenir des résultats, les scientifiques se sont efforcés de remplacer le cartilage articulaire endommagé par du cartilage autologue du même type. Les procédures de réparation antérieures ont toutefois toujours généré du fibrocartilage ou, dans le meilleur cas, une combinaison d’hyaline et de tissus réparateurs de fibrocartilage. Les procédures d’implantation de chondrocytes autologue (ACI= Autologous Chondrocyte Implantation) sont des procédures de réparation à base de cellules visant à assurer des tissus réparateurs hyalins complets.  
Durant l’intervention chirurgicale, des cellules chondrocytes peuvent être injectées et appliquées sur la zone endommagée en combinaison avec une membrane, ou implantées dans une structure à matrice. Chacune de ces procédures présente des avantages et des inconvénients.

### Mosaïque plastie
Des petits bâtonnets cylindriques d'os comportant du cartilage sain sont prélevés dans une partie non porteuse de l'articulation, lors d'une arthroscopie. Ensuite, des petits trous sont percés à l'endroit de la lésion du cartilage. Les bâtonnets cylindriques portant du cartilage sain s'intègrent parfaitement dans les petites cavités. Cela est uniquement possible avec les lésions ne dépassant pas 2  à   3 cm2, parce que seule une quantité limitée d'os sain peut être supprimée. Toutes les procédures ont leurs avantages et inconvénients.

## L’importance de la réhabilitation en cas de réparation du cartilage articulaire
La réhabilitation qui suit toute procédure de réparation du cartilage articulaire est essentielle pour le succès de n’importe quelle technique de rétablissement de la surface du cartilage articulaire. La réhabilitation est souvent longue et difficile. La raison principale réside dans le fait que les cellules du cartilage mettent longtemps à s’adapter et à arriver à maturité à l’intérieur du tissu réparateur. Le cartilage est une substance qui s’adapte lentement. Là où le muscle prend environ 35 semaines pour s’adapter complètement, le cartilage prend deux années pour ne s’adapter qu’à 75 %. Lorsque la période de réhabilitation est trop courte, le cartilage risque d’être mis sous une tension trop élevée, ce qui anéantirait les résultats de la réparation.